# Rudolf Beyschlag
Rudolf Beyschlag (* 9. Mai 1891 in Berlin; † 24. August 1961 in Heiligenkirchen bei Detmold) war ein deutscher Bauingenieur und Ordinarius für Aufbereitung und Brikettierung.

## Leben
Als Sohn des Präsidenten der Preußischen Geologischen Landesanstalt Franz Beyschlag (1856–1935) in Berlin wuchs Rudolf Beyschlag evangelisch auf und wurde 1911/12 Bergbaubeflissener am Oberbergamt Bonn. Ab 1912 studierte er in München und Berlin und war ab 1914 Kriegsfreiwilliger in Flandern und Russland. 1917/18 übernahm er technische Aufgaben für die vierte türkische Armee in Syrien und Palästina.
1919 machte er das Referendarexamen am Oberbergamt Bonn und wurde 1919–1922 Bergreferendar. Als Bergbauingenieur promovierte er 1920 an der Technischen Hochschule München und schloss 1922 erfolgreich das Bergassessor-Examen ab. Ab 1922 war er zunächst Bergassessor an der Preußischen Geologischen Landesanstalt in Berlin, stieg aber bereits 1923 zum Direktor bei den Ostdeutschen Braunkohlenwerken auf. Zwei Jahre später war er als Abteilungsleiter in der Maschinenfabrik Sauerbrey in Staßfurt bei Magdeburg tätig.
Nach erfolgreicher Habilitation (1927) an der Technischen Hochschule Berlin zum Thema Kohlenveredlung lehrte er dort als Privatdozent und war von 1929 bis 1934 in der Bergabteilung des Preußischen Ministeriums für Handel und Gewerbe tätig und wurde 1930 zum Oberbergrat ernannt. Zum 1. April 1933 trat er der NSDAP bei (Mitgliedsnummer 1.790.246) und schloss sich im selben Jahr auch der SA an. 1934 wurde er zum Ministerialrat ernannt und war von 1934 bis 1945 als ordentlicher Professor für Bergbau-, Aufbereitungs- und Brikettierkunde bzw. Aufbereitung, Kohleveredlung und Tiefbohrtechnik an der Technischen Hochschule zu Berlin tätig. Er initiierte die Bergbausammlung bzw. die Bergmännische Schausammlung der Technischen Hochschule zu Berlin, deren Verbleib nach dem Zweiten Weltkrieg jedoch ungeklärt blieb.
Seit 1937 leitete er die Fachsparte Berg- und Hüttenwesen im Reichsforschungsrat. 1945 wurde er entlassen und arbeitete nach Kriegsende als Wissenschaftlicher Mitarbeiter bei der Internationalen Bau- und Baumaschinengesellschaft in Hildesheim. 1948 wurde er vom Gesundheitsamt der Kreisverwaltung Detmold für dienstunfähig erklärt. 1949 wurde er von der Kammer zur politischen Überprüfung für Versorgungsberechtigte in Detmold als "entlastet" eingestuft und erhielt sei 1949 Versorgungsbezüge. Schließlich bekam er 1957 die Rechtsstellung eines emeritierten ordentlichen Professors an der Technischen Hochschule zu Berlin. Rudolf Beyschlag starb am 24. August 1961 in Heiligenkirchen bei Detmold.
Sein Bruder war der Unternehmer Bernhard Beyschlag (1900–1980).
Er war verheiratet mit Johanna Beyschlag, geborene Mayweg. Ihr gemeinsamer Sohn war der Erlanger Kirchenhistoriker und Lehrstuhlinhaber Karlmann Beyschlag (1923–2011).

## Veröffentlichungen
- Volkswirtschaft und Kultur. Faust, München 1915.
- „Mehr Licht!“ Faust, München 1915.
- Die Forderung der Umgestaltung der Schweltechnik, begründet auf ihre geschichtliche Entwicklung. Technische Hochschule München 1920 (Dissertation).
- Neue und alte Wege der Braunkohlen- und Schiefer-Verschwelung. Ernst, Berlin 1920 (2., erweiterte Auflage der „Entwicklung der Schwelindustrie“).